# Secqueville-en-Bessin
Secqueville-en-Bessin település Franciaországban, Calvados megyében. Lakosainak száma 413 fő (2018. január 1.). Secqueville-en-Bessin Bretteville-l’Orgueilleuse, Cully, Le Fresne-Camilly, Lasson, Rots, Sainte-Croix-Grand-Tonne és Thue et Mue községekkel határos.

## Népesség
A település népessége az elmúlt években az alábbi módon változott:
| Lakosok száma | 247  | 209  | 229  | 264  | 358  | 355  | 366  | 388  | 407  | 413  |
|               | 1962 | 1968 | 1982 | 1990 | 1999 | 2008 | 2011 | 2013 | 2017 | 2018 |